# Birgitte Andersen
Birgitte Elisabeth Andersen, född Olsen år 1791, död år 1875, var dansk skådespelare och dansare, aktiv 1806-1838. 
Dotter till Iver Olsen, kontrollör vid Det Kongelige Teater. Elev till Antoine Bournonville vid balettskolan 1801. Blev 1804 en av de första eleverna vid den nygrundade danska dramaskolan Den Kgl. Dramatiske Skole, och anses som den mest betydande talang som skolan frambringat. Debuterade på Hofteatret 1806 och på Det Kongelige Teater i Köpenhamn 1808, och blev premiäraktris 1810. Hon beskrivs som vacker, intelligent, kylig, med anlag för det ironiska. Hon ansågs bäst i så kallade högre lustspel, men kritiserades för en viss stelhet. Hon var den första danska som spelade Portia (1828), Ofelia (1813) och Schillers Jeanne d’Arc (1819). Hon fick avsked med full pension 1838. 
Gift med kapellmästare Caspar Heinrich Bernhard Andersen 1815. Deras dotter var författaren Clara Andersen.